# Köröm (település)

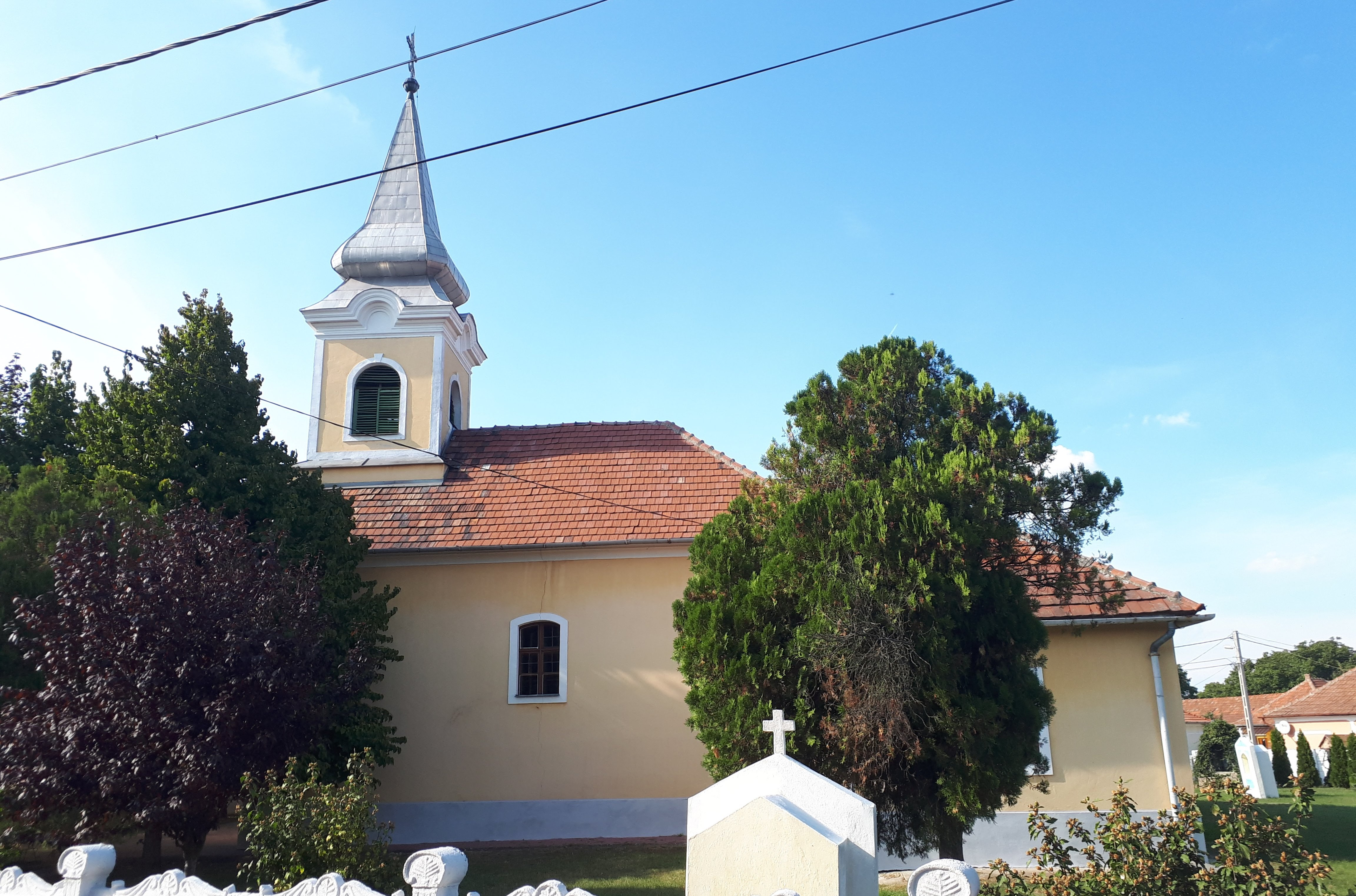
A műemlék római katolikus templom

Köröm község Borsod-Abaúj-Zemplén vármegye Miskolci járásában.

## Fekvése
A Sajó bal partján fekszik, Miskolctól közúton mintegy 16 kilométerre délkeletre; határában folyik a Hernád a Sajóba. A környező települések Girincs, Muhi és Sajóhídvég, a legközelebbi város a 9 kilométerre lévő Nyékládháza.
Északi és déli szomszédaival a 3607-es út, Muhival (a Sajót komppal átszelve) a 3601-es út, Tiszalúccal és azon keresztül Szerencs térségével pedig a 3611-es út köti össze.

## Története
A települést az ismert források 1387-ből említik először, de már valószínűleg a XIII. században is létezett, mivel a muhi csata idejében a Sajón itt híd állt. Fontos átkelőhely volt a Sajón, bár később csak komp járt át rajta. 1378-tól részben a sajóládi pálosok birtoka volt, itt rendezték be uradalmi központjukat is. Vendégfogadót is fenntartottak itt, ez ma a plébánia épülete.
Az ónodi országgyűlés résztvevői a Sajó áradása miatt két táborban szálltak meg, az egyik a Sajó jobb, a másik a bal partján feküdt. A jobb parton lévő tábor Borsod vármegyében, Ónod Község területén állt, a bal parton lévő tábor pedig Sajóköröm (a mai Köröm) településen, Zemplén vármegye területén. Az ország sátra, ahol az országgyűlést tartották, az Ónodi oldalon állt, itt zajlottak le az országgyűlés legfontosabb eseményei.
A II. Rákóczi Ferenc emlékpark ennek tiszteletére készült. A benne 1997-ben felállított 14 méter magas, barokk szellemű kő emlékoszlop Benedek György szobrászművész alkotása. Az emlékparkban elhelyezett tűzzománc idézetek Zsuffa Péter ötvösművész munkáját dicsérik.

## Közélete

### Polgármesterei
- 1990–1994: Tóth Tibor (független)[6]
- 1994–1998: Tóth Tibor (független)[7]
- 1998–2002: Tóth Tibor (független)[8]
- 2002–2006: Jablonkai Bertalan (független)[9]
- 2006–2010: Jablonkai Bertalan (független)[10]
- 2010–2014: Tóth Tibor (Fidesz–KDNP)[11]
- 2014–2019: Tóth Tibor (Fidesz–KDNP)[12]
- 2019–2024: Tóth Tibor (Fidesz–KDNP)[13]
- 2024– : Tóth Tibor (Fidesz–KDNP)[1]

## Népesség
A település népességének változása:
| Lakosok száma | 1386 | 1358 | 1374 | 1332 | 1338 | 1388 | 1341 |
|               | 2013 | 2014 | 2015 | 2021 | 2022 | 2023 | 2024 |

2001-ben település lakosságának 52%-a cigány, 48%-a magyar nemzetiségűnek vallotta magát.
A 2011-es népszámlálás során a lakosok 96,1%-a magyarnak, 43,4% cigánynak mondta magát (3,7% nem nyilatkozott; a kettős identitások miatt a végösszeg nagyobb lehet 100%-nál). A vallási megoszlás a következő volt: római katolikus 82,9%, református 4,3%, görögkatolikus 2,7%, felekezeten kívüli 4,4% (5,5% nem válaszolt).
2022-ben a lakosság 96%-a vallotta magát magyarnak, 6,7% cigánynak, 0,1-0,1% görögnek, németnek, bolgárnak és románnak, 0,4% egyéb, nem hazai nemzetiségűnek (4% nem nyilatkozott; a kettős identitások miatt a végösszeg nagyobb lehet 100%-nál). Vallásuk szerint 66,4% volt római katolikus, 3,1% református, 1,4% görög katolikus, 0,4% egyéb keresztény, 3,7% felekezeten kívüli (22,9% nem válaszolt).

## Nevezetességek
- A volt pálos vendégfogadó épülete
- Tájház
- Körömi-tó